# Берсеневский переулок
Берсе́невский переулок — переулок, расположенный в Центральном административном округе города Москвы на территории района Якиманка.

## История
До 1922 года носил название Парфёновский переулок. Прежнее название было дано по фамилии домовладельца начала XIX века купца Парфёнова.

## Расположение
Расположен поблизости от Берсеневской набережной. Соединяет Берсеневскую и Болотную набережные, проходя по территории бывшей фабрики «Красный Октябрь». Длина переулка — 197 метров.

## Транспорт
По улице нет движения общественного транспорта.

### Метро
- Станция метро «Кропоткинская» Сокольнической линии.
- Станция метро «Полянка» Серпуховско-Тимирязевской линии.